# James Perch
James Robert Perch (ur. 28 września 1985 w Mansfield) – angielski piłkarz występujący na pozycji obrońcy w Wigan Athletic.